# クイーンズの近隣住区の一覧

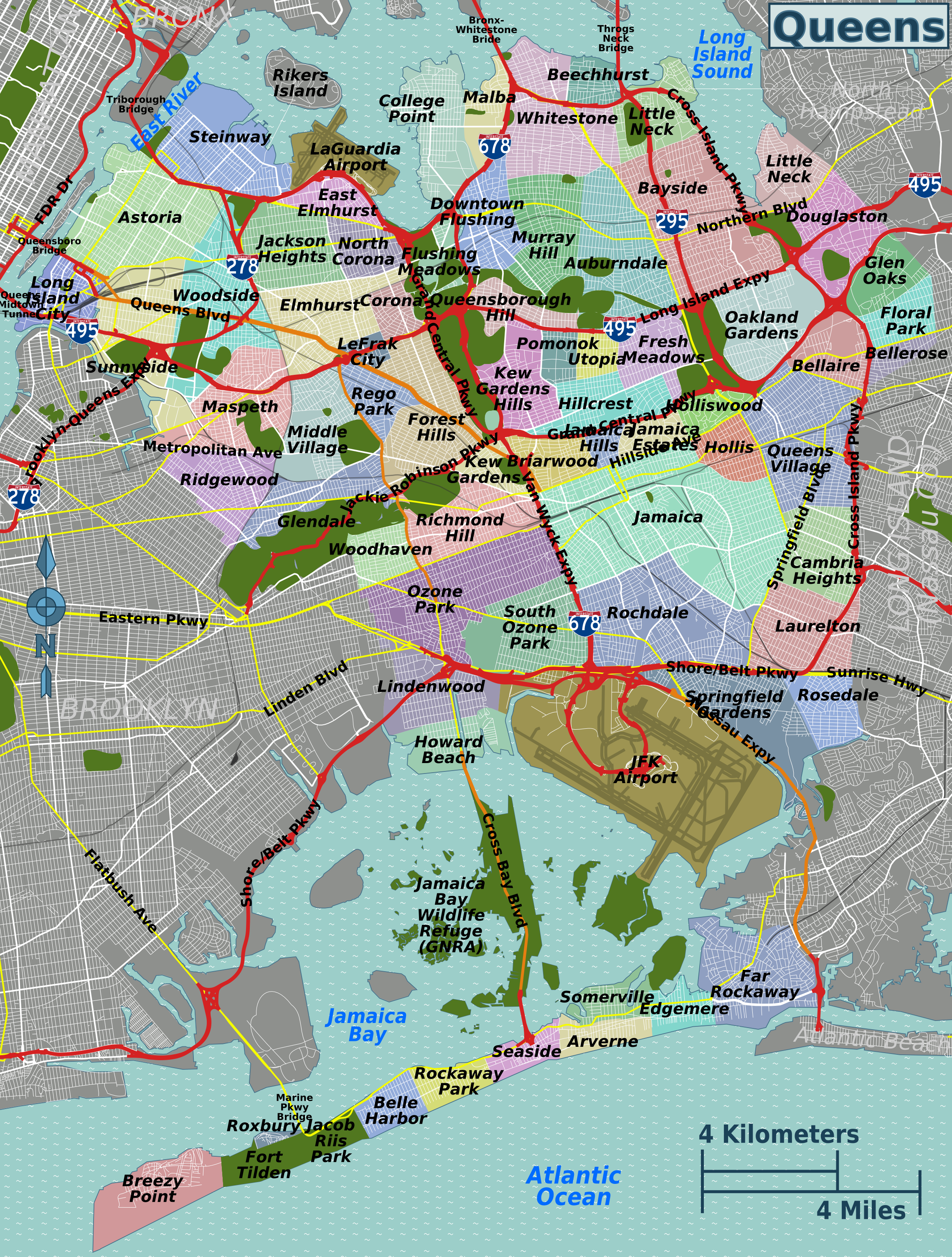

クイーンズの近隣住区の一覧は、ニューヨーク市の行政区の一つであるクイーンズ区の近隣住区を並べた一覧である。

## 概要
ニューヨーク市の他の4つの行政区（マンハッタン区、ブルックリン区、ブロンクス区、スタテンアイランド区）と異なり、郵便の宛先の「町名 (town name)」の欄には行政区名でなく、一部の近隣住区名が用いられる。例えば、一般にアメリカの住所はstreet, town, stateのように書かれるので、town, stateの部分はマンハッタンの住所の場合はNew York, New York（マーブル・ヒル (en) の場合はBronx, New York）、ブルックリンの住所の場合はBrooklyn, New Yorkのように近隣住区名でなく行政区名で書かれるが、クイーンズの場合はCollege Point地区の住所ならQueens, New YorkではなくCollege Point, New Yorkと書かれる。
ZIPコード（郵便番号制度）が1960年代に導入されて以来1998年まで、アメリカ合衆国郵便公社のデータベース上はクイーンズとナッソー郡西部（1899年にクイーンズ区から分離したが配達ルートは変更されなかった）は5つの「市」として区分され取り扱われた。この配達区分は近隣住区のアイデンティティを損ねるものであった。クイーンズ区民の切望と下院議員ゲイリー・アッカーマンのサポートによりこの区分は撤廃されたが、元のZIPコードは現在もUSPSの配達に用いられている。
歴史的な理由から、ZIPコードの最初の3桁110はフローラル・パーク（クイーンズのフローラル・パークおよびナッソー郡のVillage of Floral Park周辺も含む）、111はロング・アイランド・シティ、113はフラッシング、114はジャマイカ、116はファーロッカウェイに当てられており、112はブルックリン、115はナッソー郡西部に当てられている。

## 北西クイーンズ
- アストリア (Astoria)
  - アストリア・ハイツ (Astoria Heights)
  - ディトマース (Ditmars)
  - リトル・エジプト (Little Egypt)
- コロナ (Corona)
  - レフラック・シティ (LeFrak City)（住宅開発）
  - ノース・コロナ (North Corona)
- イースト・エルムハースト (East Elmhurst)
- エルムハースト (Elmhurst)
- フォレスト・ヒルズ (Forest Hills)
  - フォレスト・ヒルズ・ガーデンズ (Forest Hills Gardens)
- フレッシュ・ポンド (Fresh Pond)
- グレンデール (Glendale)
- ハンターズ・ポイント (Hunters Point)
- ジャクソン・ハイツ (Jackson Heights)
- ロングアイランドシティ
  - ブリッスヴィル (Blissville)
  - ダッチ・キルス (Dutch Kills)
  - クイーンズ・ブリッジ (Queensbridge)（住宅開発）
  - レーベンズウッド (Ravenswood)（住宅開発）
  - クイーンズビュー (Queensview)（住宅開発）
  - クイーンズビュー・ウエスト (Queensview West)（住宅開発）
- マスペス (Maspeth)
- ミドル・ヴィレッジ (Middle Village)
- レゴ・パーク
- リッジウッド (Ridgewood)
  - ウィックオフ・ハイツ (Wyckoff Heights)
- サニーサイド (Sunnyside)
  - サニーサイド・ガーデンズ (Sunnyside Gardens)
- ウッドサイド (Woodside)

## 北東クイーンズ
- オーバーンデール (Auburndale)
- ベイ・テラス (Bay Terrace)
- ベイサイド (Bayside)
- ビーチハースト (Beechhurst)
- ベルローズ (Bellerose)
- カレッジ・ポイント (College Point)
- ダグラストン (Douglaston)
- フラッシング
  - ダウンタウン・フラッシング (Downtown Flushing)
  - エレクトチェスター (Electchester)
  - フラッシング・チャイナタウン (Flushing Chinatown)
  - マーレイ・ヒル (Murray Hill)
  - クイーンズボロ・ヒル (Queensboro Hill)
- フローラル・パーク (Floral Park)
- フレッシュ・メドウズ (Fresh Meadows)
- フォート・トッテン (Fort Totten)
- グレン・オークス (Glen Oaks)
  - ノース・ショア・タワーズ (North Shore Towers)（住宅開発）
- ヒルクレスト (Hillcrest)
- キュー・ガーデンズ・ヒルズ (Kew Gardens Hills)
- キュー・ガーデンズ
- コリアタウン (Koreatown)
- リンデン・ヒル (Linden Hill)
- リトル・ネック (Little Neck)
- マルバ (Malba)
- オークランド・ガーデンズ (Oakland Gardens)
- ポモノク (Pomonok)
- ユートピア (Utopia)
- ホワイトストーン (Whitestone)
- ウィレッツ・ポイント (Willets Point)

## 南西クイーンズ
- シティ・ライン (City Line)
- ハミルトン・ビーチ (Hamilton Beach)
- ハワード・ビーチ (Howard Beach)
  - オールド・ハワード・ビーチ (Old Howard Beach)
  - ハワード・パーク (Howard Park)
  - ランブラーズヴィル (Ramblersville)
  - リンデンウッド (Lindenwood)（住宅開発）
  - ロックウッド・パーク (Rockwood Park)
- オゾン・パーク (Ozone Park)
  - テューダー・ヴィレッジ (Tudor Village)
- リッチモンド・ヒル (Richmond Hill)
- サウス・オゾン・パーク (South Ozone Park)
- ウッドヘイヴン (Woodhaven)

## 南東クイーンズ
- ベルエア (Bellaire)
- ブライアーウッド (Briarwood)
- カンブリア・ハイツ (Cambria Heights)
- ホリス・ヒルズ (Hollis Hills)
- ホリス (Hollis)
- ホリスウッド (Holliswood)
- ジャマイカ
- ジャマイカ・センター (Jamaica Center)
- ジャマイカ・エステイツ (Jamaica Estates)
- ジャマイカ・ヒルズ (Jamaica Hills)
- ローレルトン (Laurelton)
- メドウメア (Meadowmere)
- クイーンズ・ヴィレッジ (Queens Village)
- ロッチデール (Rochdale)（協同住宅開発）
- ローズデール (Rosedale)
- セント・オールバンズ (Saint Albans)
- サウス・ジャマイカ (South Jamaica)
- スプリングフィールド・ガーデンズ (Springfield Gardens)
- ワーナーヴィル (Warnerville)

## ロッカウェイ
- アルバーン (Arverne)
- ベイズウォーター (Bayswater)
- ベル・ハーバー (Belle Harbor)
- ブリージー・ポイント (Breezy Point)
- ブロード・チャンネル (Broad Channel)
- エッジメア (Edgemere)
- ファー・ロッカウェイ (Far Rockaway)
- ハンメル (Hammels)
- ネポンジット (Neponsit)
- ロッカウェイ・ビーチ (Rockaway Beach)
- ロッカウェイ・パーク (Rockaway Park)
- ロックスベリー (Roxbury)
- シーサイド (Seaside)